# Zubida Buazug
Zubida Buazug (25 de enero de 1976) es una deportista argelina que compitió en judo adaptado. Ganó dos medallas en los Juegos Paralímpicos de Verano, bronce en Pekín 2008 y bronce en Londres 2012.

## Palmarés internacional
| Juegos Paralímpicos | Juegos Paralímpicos   | Juegos Paralímpicos | Juegos Paralímpicos |
| Año                 | Lugar                 | Medalla             | Categoría           |
| ------------------- | --------------------- | ------------------- | ------------------- |
| 2008                | Pekín (China)         | Medalla de bronce   | +70 kg              |
| 2012                | Londres (Reino Unido) | Medalla de bronce   | +70 kg              |